# Сломи
Сломи (на словенски: Slomi) е село в Словения, Подравски регион, община Дорнава. Според Националната статистическа служба на Република Словения през 2002 г. селото има 95 жители.